# Croce Rossa liberiana

il simbolo della Croce Rossa

La Croce Rossa liberiana è la società nazionale di Croce Rossa della Repubblica della Liberia, stato dell'Africa occidentale.

## Denominazione ufficiale
- Liberia National Red Cross Society (LNRCS), nome completo in lingua inglese, idioma ufficiale della Liberia utilizzato anche per la corrispondenza estera dell'associazione[1];
- Liberian Red Cross, nome comunemente utilizzato in lingua inglese.